# Emma Paterson
Emma Anne Paterson, född Smith 5 april 1848 i London, död 1 december 1886, var en brittisk feminist och fackföreningsledare.
Paterson grundade 1874 Women's Provident and Protective League (vilken 1891 blev Women's Trade Union League), vilken organiserade kvinnor inom olika yrken. År 1875 blev hon den första kvinna som deltog i Trades Union Congress. Hon var en även inom rösträttsrörelsen och motsatte skyddslagar som kunde begränsa anställningsmöjligheterna för kvinnor. År 1876 blev hon redaktör för den månatliga Women's Union Journal, lärde sid själv att trycka och grundade Women's Printing Society.